# Imsrė
Imsrė je řeka 2. řádu na jihu Litvy v okrese Jurbarkas, levý přítok Mituvy, do které se vlévá ve městě Jurbarkas, 0,4 km od jejího ústí do Němenu. Pramení 1 km severně od obce Kartupėnai. Teče zpočátku směrem západním, za silnicí č. 146 Raseiniai - Skirsnemunė se stáčí k severozápadu, po soutoku s Juodkupisem se vrací do směru západního, po soutoku s Juodupisem počíná meandrovat, postupně stále hustěji, v okresním městě Jurbarkas u hradiště Bišpilio piliakalnis se stáčí k jihu (hradiště je na jejím levém břehu a Imsrė jej obtéká ze severní a západní strany) až do soutoku s Mituvou (u tohoto soutoku stojí katolický kostel Nejsvětější Trojice), pouhých 400 m před jejím soutokem s Němenem v Jurbarku. Řeka teče paralelně s Němenem, 3 - 5 km severně od něj. Šířka říčního údolí je 150 – 200 m, výraznější je od soutoku s Gudintakisem. Šířka koryta je 5 m, hlobka je 1,0 - 1,5 m. Průměrný spád je 2,25 m/km, rychlost toku je 0,1 m/s. Průměrný průtok je 0,31 m³/s. Ve velmi suchých letních obdobích na horním toku místy vysychá. 

## Přítoky
- Levé:

| Hydrologické pořadí | Řeka    | Délka (km) | Povodí (km²) | Vzdálenost od ústí (km) | Ústí kde | Koordináty ústí                 |
| ------------------- | ------- | ---------- | ------------ | ----------------------- | -------- | ------------------------------- |
| 10012218            | Imsrelė | 5,8        | 5,8          | 8,7                     | Geišiai  | 55°6′30″ s. š., 22°50′31″ v. d. |

- Pravé:

| Hydrologické pořadí | Řeka       | Délka (km) | Povodí (km²) | Vzdálenost od ústí (km) | Ústí kde  | Koordináty ústí                 |
| ------------------- | ---------- | ---------- | ------------ | ----------------------- | --------- | ------------------------------- |
| 10012216            | Juodkupis  | 4,7        | 3,8          | 16,5                    | Jakaičiai | 55°7′32″ s. š., 22°56′31″ v. d. |
| 10012217            | Juodupis   | 5,3        | 5,3          | 9,3                     | Geišiai   | 55°6′40″ s. š., 22°50′53″ v. d. |
| 10012219            | Gudintakis | 3,0        | 6,7          | 6,7                     | Kuturiai  | 55°6′25″ s. š., 22°48′50″ v. d. |